# Ancepaspis quadridentata
Ancepaspis quadridentata är en insektsart som beskrevs av Ferris 1942. Ancepaspis quadridentata ingår i släktet Ancepaspis och familjen pansarsköldlöss. Inga underarter finns listade i Catalogue of Life.